# استامپتاون، شهرستان لودون، ویرجینیا
استامپتاون (به انگلیسی: Stumptown) یک منطقهٔ مسکونی در ایالات متحده آمریکا است که در شهرستان لادن، ویرجینیا واقع شده‌است.